# Lámaco
Lámaco (en griego: Λάμαχος; f. 414 a. C.) fue un general ateniense de la guerra del Peloponeso. Tuvo ya el mando en 435 a. C., y fue un destacado militar a mediados de 420.
Aristófanes le caricaturizó en Los acarnienses. Fue uno de los tres generales, junto con Nicias y Alcibíades que tuvo el mando de la expedición a Sicilia; propuso una estrategia agresiva contra Siracusa, que fue rechazada en favor de la más cautelosa estrategia de Nicias. Donald Kagan ha sugerido que la estrategia de Lámaco podía haber conducido a Atenas a una victoria rápida en lugar del desastre que siguió.
Lámaco murió luchando en Sicilia, después de que él y un puñado de sus hombres fueran atrapados en una zanja y abatidos.